# Museo de Geofísica de la UNAM

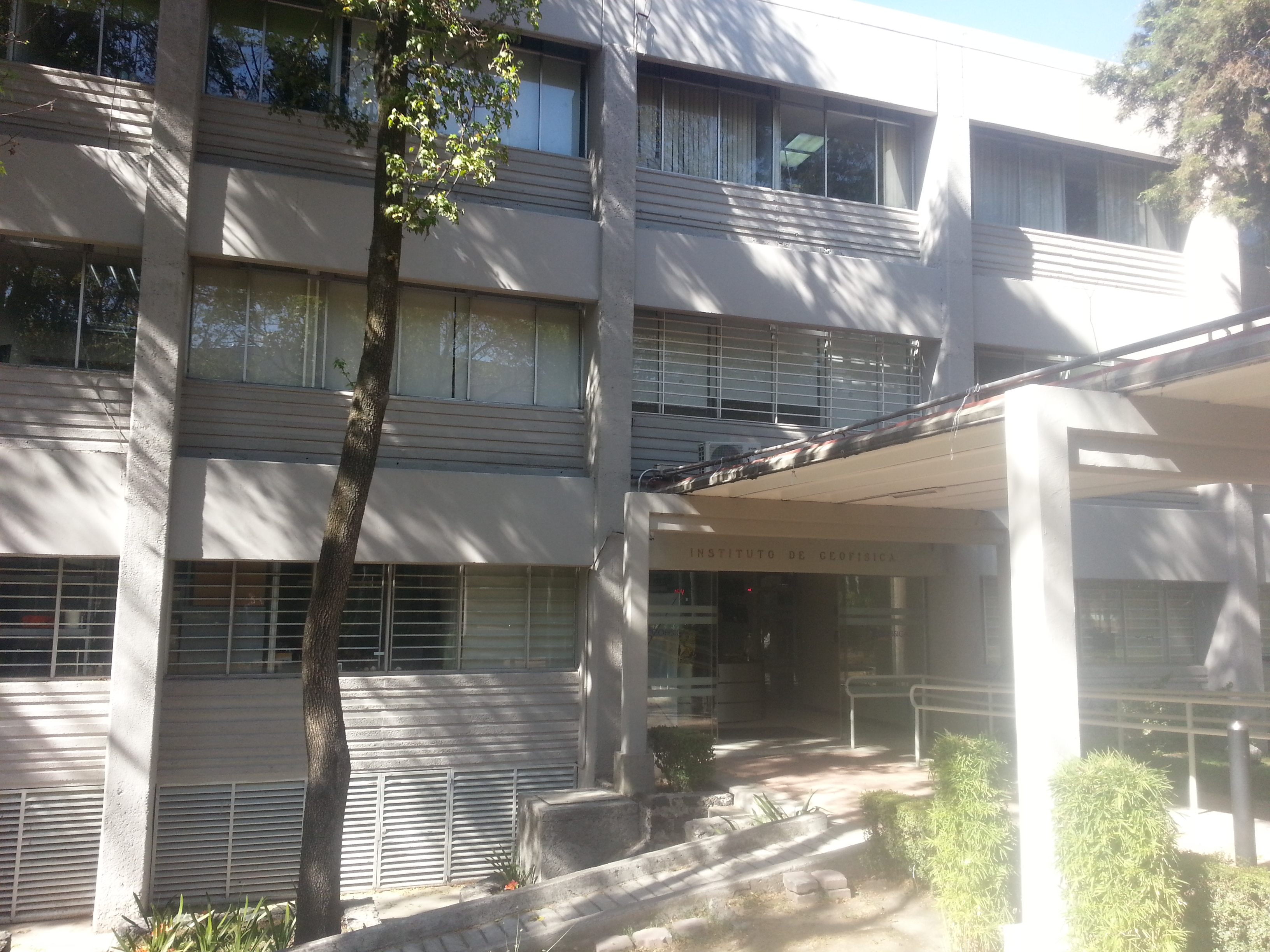

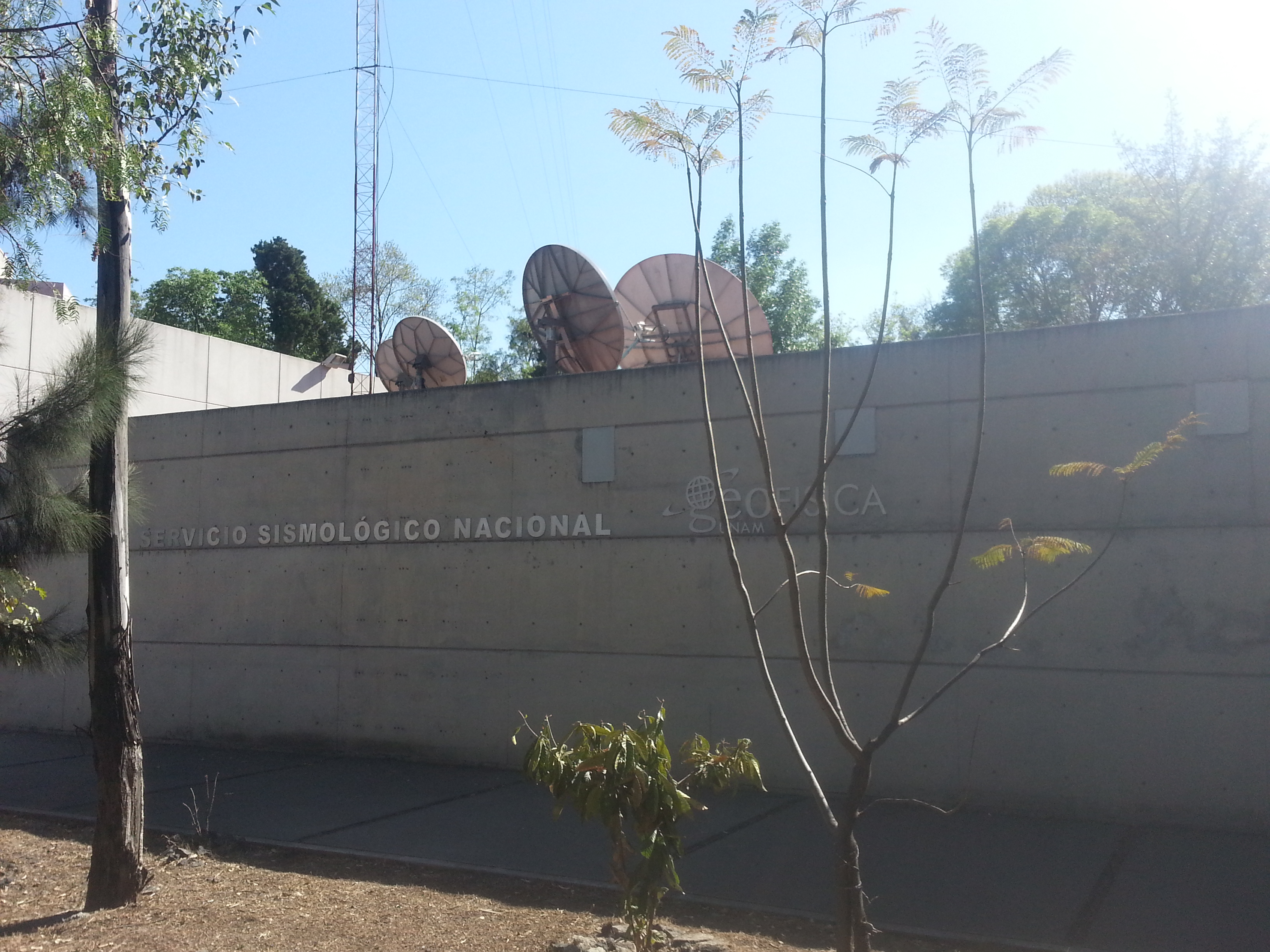

El Museo de Geofísica de la UNAM es un museo ubicado en el barrio de Tacubaya, Ciudad de México, con un acervo único de instrumentos geofísicos de principios y mediados del siglo XX.

## Historia
Las instalaciones se inauguraron en septiembre de 1910 como parte de los festejos del centenario de la independencia de México y fueron la sede de la primera red sismológica del país, Actual Servicio Sismológico Nacional.
México en 1904 había firmado un acuerdo junto con otros 18 países para estudiar no sólo la sismología nacional sino la mundial. Para ello se adquirieron instrumentos de gran sensibilidad para formar parte de la primera red sismológica mundial, la que continúa en operación.
Las instalaciones constituyen un ejemplo de la arquitectura porfiriana y del diseño de un observatorio sismológico. Algunos de sus instrumentos se encuentran operativos y funcionaron hasta mediados de los noventa.

## Colecciones
Presenta sismógrafos pendulares que registraban los movimientos sísmicos en tres direcciones: Norte-Sur, Este-Oeste y arriba y abajo. Los registros de movimiento se realizaban sobre papel ahumado, que después era laqueado y archivado. En la biblioteca del Ciencias de la Tierra en Ciudad Universitaria en CDMX se encuentra dicho acervo. Sismógrafo horizontal Bosch-Omori de 1904. Sismógrafos horizontal Wiechert de 17 toneladas y vertical de 1.3 toneladas. Estos instrumentos, únicos por el tiempo de operación continua, fueron el requisitos para ser catalogada como una estación de primer orden. Sismógrafos electromecánicos. Sismógrafos digitales de última generación. Magnetómetros, brújulas y variógrafos con más de 100 años como los Carpentier y el Elliot-Dover. Distintos tipos de piranómetros para medir la radiación solar. Antiguos detectores de rayos cósmicos.
También tenemos una colección de distintos instrumentos para geodesia como niveles y diversos modelos de GPS, un gravímetro y dos mareógrafos.
Para monitoreo volcánico se emplean gravímetros, sismómetros, magnetómetros e inclinómetros. Cuenta con un Mintrop similar al que fue empleado para estudios en el Paricutín.
El visitante puede observar, en tiempo real, el registro de la Estación sismológica Tacubaya y de la llegada de rayos cósmicos en Ciudad Universitaria CDMX.